# Lorna Eden
Lorna Eden est une femme politique fidjienne.

## Biographie
Née aux Fidji, elle est d'ascendance européenne, rotumienne et gilbertine. Elle est copropriétaire et cogérante avec son époux d'un hôtel à Savusavu sur l'île de Vanua Levu. Membre fondatrice de l'Association du Tourisme de Savusavu et du club Rotary de cette ville, elle est également, avant son entrée en politique, membre des conseils de direction de l'agence publique Tourism Fiji (en), de l'Association hôtelière et touristique des Fidji, et de l'Organisation du Tourisme du Pacifique sud.
Engagée au parti Fidji d'abord, elle est élue députée au Parlement des Fidji aux élections législatives de 2014, et est nommé adjointe au ministre des Finances Aiyaz Sayed-Khaiyum, poste auquel elle est chargée du commerce extérieur, du tourisme et des entreprises publiques. De mai 2015 à septembre 2016, elle est la ministre des Autorités locales, du Logement et de l'Environnement. En septembre 2016, elle doit céder ces ministères à son prédécesseur Parveen Bala, et elle devient son adjointe. En septembre 2018, elle est contrainte de démissionner de l'exécutif lorsque le journal The Fiji Sun révèle qu'elle a fait faire des travaux sur le terrain de son hôtel sans avoir fait procéder à l'étude obligatoire d'impact environnemental,. Le parti refuse sa candidature pour les élections législatives de 2018.